# Tiro esportivo nos Jogos Pan-Americanos de 2003
As competições de tiro esportivo nos Jogos Pan-Americanos de 2003 foram realizadas em Santo Domingo, na República Dominicana. Dezessete eventos concederam medalhas.

## Masculino

### Pistola 50 m
- Realizado em 5 de agosto de 2003

| POSIÇÃO | CLASSIFICAÇÃO FINAL    | PONTUAÇÃO |
| ------- | ---------------------- | --------- |
|         | Daryl Szarenski (USA)  | 658.1     |
|         | Arseny Borrero (CUB)   | 639.3     |
|         | Norbelis Bárzaga (CUB) | 637.9     |
| 4.      | Stenio Yamamoto (BRA)  | 634.7     |
| 5.      | Roger Daniel (TRI)     | 634.2     |
| 6.      | Manuel Sánchez (CHI)   | 632.4     |
| 7.      | Jason Turner (USA)     | 630.5     |
| 8.      | Sergio Sánchez (GUA)   | 627.1     |

### Tiro rápido 25 m
- Realizado em 7 de agosto de 2003

| POSIÇÃO | CLASSIFICAÇÃO FINAL        | PONTUAÇÃO |
| ------- | -------------------------- | --------- |
|         | Leuris Pupo (CUB)          | 689.8     |
|         | Juan Francisco Pérez (CUB) | 678.1     |
|         | John McNally (USA)         | 671.2     |
| 4.      | Metodi Igorov (CAN)        | 669.5     |
| 5.      | John Bickar (USA)          | 669.0     |
| 6.      | Daniel César Felizia (ARG) | 666.3     |

### Pistola de ar 10 m
- Realizado em 2 de agosto de 2003

| POSIÇÃO | CLASSIFICAÇÃO FINAL   | PONTUAÇÃO |
| ------- | --------------------- | --------- |
|         | Jason Turner (USA)    | 675.6     |
|         | Maximo Modesti (ARG)  | 674.2     |
|         | John Bickar (USA)     | 674.1     |
| 4.      | Julio Molina (ESA)    | 670.1     |
| 5.      | Sergio Sánchez (GUA)  | 669.9     |
| 6.      | Hugo Hernández (MEX)  | 669.6     |
| 7.      | Roger Daniel (TRI)    | 667.1     |
| 8.      | Stenio Yamamoto (BRA) | 664.7     |

### Carabina três posições 50 m
- Realizado em 9 de agosto de 2003

| POSIÇÃO | CLASSIFICAÇÃO FINAL         | PONTUAÇÃO |
| ------- | --------------------------- | --------- |
|         | Jason Parker (USA)          | 1259.7    |
|         | Eric Uptagrafft (USA)       | 1257.0    |
|         | Pablo Álvarez (ARG)         | 1234.8    |
| 4.      | Eliécer Pérez (CUB)         | 1233.4    |
| 5.      | Ángel Velarte (ARG)         | 1229.5    |
| 6.      | Luiben Fran Hernández (CUB) | 1229.0    |
| 7.      | Roberto José Elias (MEX)    | 1228.8    |
| 8.      | Michel Dion (CAN)           | 1217.5    |

### Carabina deitado 50 m
- Realizado em 7 de agosto de 2003

| POSIÇÃO | CLASSIFICAÇÃO FINAL         | PONTUAÇÃO |
| ------- | --------------------------- | --------- |
|         | Tom Tamas (USA)             | 697.4     |
|         | Reinier Estpinan (CUB)      | 696.5     |
|         | Ken Johnson (USA)           | 695.4     |
| 4.      | Sergio Ernesto Davila (GUA) | 689.7     |
| 5.      | Luiben Fran Hernández (CUB) | 689.2     |
| 6.      | Glynn Loftin (CAN)          | 687.9     |
| 7.      | Ralph Rodríguez (PUR)       | 686.1     |
| 8.      | Julio Iemma Hernández (VEN) | 683.8     |

### Carabina de ar 10 m
- Realizado em 4 de agosto de 2003

| POSIÇÃO | CLASSIFICAÇÃO FINAL            | PONTUAÇÃO |
| ------- | ------------------------------ | --------- |
|         | Ángel Velarte (ARG)            | 692.5     |
|         | Bradley Wheeldon (USA)         | 691.4     |
|         | Fabio Coelho (BRA)             | 685.7     |
| 4.      | Roberto José Elias (MEX)       | 683.1     |
| 5.      | Mauricio Huerta (CHI)          | 683.2     |
| 6.      | Julio Iemma Hernández (VEN)    | 681.9     |
| 7.      | José Carlos Arrais (BRA)       | 679.6     |
| 8.      | Octavio Augusto Sandoval (GUA) | 679.2     |

### Alvo móvel 50 m
- Realizado em 8 de agosto de 2003

| POSIÇÃO | CLASSIFICAÇÃO FINAL        | PONTUAÇÃO |
| ------- | -------------------------- | --------- |
|         | William Johnson (USA)      | 671.5     |
|         | Andrés Felipe Torres (COL) | 668.3     |
|         | Armando Ayala (USA)        | 666.0     |
| 4.      | Attila Solti (GUA)         | 663.9     |
| 5.      | Cristian Berudez (GUA)     | 653.0     |
| 6.      | Yunior Torres (CUB)        | 649.2     |

### Fossa olímpica
- Realizado em 3 de agosto de 2003

| POSIÇÃO | CLASSIFICAÇÃO FINAL     | PONTUAÇÃO |
| ------- | ----------------------- | --------- |
|         | Lance Bade (USA)        | 147       |
|         | Rodrigo Bastos (BRA)    | 145       |
|         | Danilo Caro (COL)       | 141       |
| 4.      | Tye Bietz (CAN)         | 139       |
| 5.      | Jean Pierre Brol (GUA)  | 138       |
| 6.      | José Hugo Rodulfo (ARG) | 134       |

### Fossa dublê
- Realizado em 6 de agosto de 2003

| POSIÇÃO | CLASSIFICAÇÃO FINAL   | PONTUAÇÃO |
| ------- | --------------------- | --------- |
|         | Jeffrey Holguin (USA) | 180       |
|         | Bill Keever (USA)     | 176       |
|         | Lucas Bennazar (PUR)  | 165       |
| 4.      | Elvin Rodgers (DOM)   | 163       |
| 5.      | Garry Hill (CAN)      | 161       |
| 6.      | Manuel Morales (DOM)  | 154       |

### Skeet
- Realizado em 9 de agosto de 2003

| POSIÇÃO | CLASSIFICAÇÃO FINAL            | PONTUAÇÃO |
| ------- | ------------------------------ | --------- |
|         | Randy Sotowa (USA)             | 148+4     |
|         | Guillermo Alfredo Torres (CUB) | 148+3     |
|         | Diego Duarte Delgado (COL)     | 148+1     |
| 4.      | Clayton Miller (CAN)           | 147       |
| 5.      | Marco Matellini (PER)          | 145+6     |
| 6.      | Julio Dujarric (DOM)           | 145+5     |

## Feminino

### Pistola 25 m
- Realizado em 8 de agosto de 2003

| POSIÇÃO | CLASSIFICAÇÃO FINAL       | PONTUAÇÃO |
| ------- | ------------------------- | --------- |
|         | Sandra Uptagrafft (USA)   | 669.0     |
|         | Margarita Tarradell (CUB) | 669.0     |
|         | Natalia Tobar (COL)       | 667.0     |
| 4.      | Avianna Chao (CAN)        | 666.8     |
| 5.      | Lilia Pérez (CUB)         | 666.7     |
| 6.      | Janine Bowman (USA)       | 666.6     |
| 7.      | Ana Mello (BRA)           | 658.8     |
| 8.      | Carmen Malo (ECU)         | 658.4     |

### Pistola de ar 10 m
- Realizado em 3 de agosto de 2003

| POSIÇÃO | CLASSIFICAÇÃO FINAL       | PONTUAÇÃO |
| ------- | ------------------------- | --------- |
|         | Francis Gorrin (VEN)      | 477.1     |
|         | Amanda Mondol (COL)       | 474.0     |
|         | Lynda Hare (CAN)          | 473.7     |
| 4.      | Editzy Pimentel (VEN)     | 472.6     |
| 5.      | Margarita Tarradell (CUB) | 472.2     |
| 6.      | Rebecca Snyder (USA)      | 470.0     |
| 7.      | Luisa Maida (ESA)         | 467.6     |
| 8.      | Janine Bowman (USA)       | 467.3     |

### Carabina três posições 50 m
- Realizado em 6 de agosto de 2003

| POSIÇÃO | CLASSIFICAÇÃO FINAL             | PONTUAÇÃO |
| ------- | ------------------------------- | --------- |
|         | Eglis Yaima Cruz (CUB)          | 668.5     |
|         | Sarah Blakeslee (USA)           | 668.2     |
|         | Hattie Jean Ponti-Johnson (USA) | 665.6     |
| 4.      | Sharon Bowes (CAN)              | 662.0     |
| 5.      | Patricia Rivas (ESA)            | 657.1     |
| 6.      | Freddy Tejeda (DOM)             | 656.5     |
| 7.      | Amelia Rosa Fournel (ARG)       | 654.6     |
| 8.      | Mayid González (DOM)            | 646.9     |

### Carabina de ar 10 m
- Realizado em 2 de agosto de 2003

| POSIÇÃO | CLASSIFICAÇÃO FINAL       | PONTUAÇÃO |
| ------- | ------------------------- | --------- |
|         | Eglis Yaima Cruz (CUB)    | 497.4     |
|         | Melissa Mulloy (USA)      | 492.8     |
|         | Amelia Rosa Fournel (ARG) | 492.5     |
| 4.      | Teresa Telles (MEX)       | 491.2     |
| 5.      | Cecilia Zeid (ARG)        | 490.9     |
| 6.      | Sharon Bowes (CAN)        | 490.2     |
| 7.      | Mary Elsass (USA)         | 490.1     |
| 8.      | Dawn Kobayashi (JAM)      | 488.5     |

### Fossa olímpica
- Realizado em 4 de agosto de 2003

| POSIÇÃO | CLASSIFICAÇÃO FINAL    | PONTUAÇÃO |
| ------- | ---------------------- | --------- |
|         | Whitly Loper (USA)     | 87        |
|         | Cynthia Meyer (CAN)    | 84        |
|         | Janice Teixeira (BRA)  | 82        |
| 4.      | Susan Nattrass (CAN)   | 79        |
| 5.      | Vivian Rodriguez (PUR) | 74        |

### Fossa dublê
- Realizado em 5 de agosto de 2003

| POSIÇÃO | CLASSIFICAÇÃO FINAL    | PONTUAÇÃO |
| ------- | ---------------------- | --------- |
|         | Kim Rhode (USA)        | 140       |
|         | Cynthia Meyer (CAN)    | 133       |
|         | Susan Nattrass (CAN)   | 114       |
| 4.      | Vivian Rodríguez (PUR) | 86        |
| 5.      | Janice Teixeira (BRA)  | 78        |

### Skeet
- Realizado em 7 de agosto de 2003

| POSIÇÃO | CLASSIFICAÇÃO FINAL           | PONTUAÇÃO |
| ------- | ----------------------------- | --------- |
|         | Brandie Neal (USA)            | 93        |
|         | Melisa Gil (ARG)              | 91        |
|         | Linda Conley (CAN)            | 91        |
| 4.      | Kathia Michelle Dickson (DOM) | 58        |

## Quadro de medalhas
| Posição | Natação            |    |    |    | Total |
| ------- | ------------------ | -- | -- | -- | ----- |
| 1       | USA Estados Unidos | 12 | 5  | 5  | 22    |
| 2       | CUB Cuba           | 3  | 5  | 1  | 9     |
| 3       | ARG Argentina      | 1  | 2  | 2  | 5     |
| 4       | VEN Venezuela      | 1  | 0  | 0  | 1     |
| 5       | CAN Canadá         | 0  | 2  | 3  | 5     |
| 5       | COL Colômbia       | 0  | 2  | 3  | 5     |
| 7       | BRA Brasil         | 0  | 1  | 2  | 3     |
| 8       | PUR Porto Rico     | 0  | 0  | 1  | 1     |
| Total   | Total              | 17 | 17 | 17 | 51    |